# Zengjia (köpinghuvudort)
Zengjia (kinesiska: 曾家) är en köpinghuvudort i Kina. Den ligger i provinsen Sichuan, i den sydvästra delen av landet, omkring 290 kilometer nordost om provinshuvudstaden Chengdu. Antalet invånare är 8 996. Befolkningen består av 4 369 kvinnor och 4 627 män. Barn under 15 år utgör 19,0 %, vuxna 15-64 år 71 %, och äldre över 65 år 8,0 %.
Runt Zengjia är det ganska tätbefolkat, med 179 invånare per kvadratkilometer. Närmaste större samhälle är Pingxi, 3,9 km norr om Zengjia. I omgivningarna runt Zengjia växer i huvudsak blandskog.
Genomsnittlig årsnederbörd är 1 170 millimeter. Den regnigaste månaden är juli, med i genomsnitt 268 mm nederbörd, och den torraste är december, med 2 mm nederbörd.